# Francis Galton
Sir Francis Galton (født 16. februar 1822, død 17. januar 1911) var en engelsk geograf, meteorolog, opdagelsesrejsende, grundlægger af psykometrien og differentialpsykologien, opfinder af fingeraftryksgenkendelse, pionér inden for statistisk korrelation og regression, arvelighedsforsker, eugeniker. Desuden var han en succesrig forfatter.
Han var fætter til Douglas Strutt Galton og halvfætter til Charles Darwin.